# بی‌تی‌وی
بی‌تی‌وی (انگلیسی: BeTV) شرکت رسانه‌ای بلژیکی است، که در سال ۲۰۰۴ توسط دنیل ویکرز تأسیس شد.